# San Enrique (Negros Occidental)
San Enrique is een gemeente in de Filipijnse provincie Negros Occidental. Bij de laatste census in 2007 had de gemeente bijna 23 duizend inwoners.

## Geografie

### Bestuurlijke indeling
San Enrique is onderverdeeld in de volgende 10 barangays:
| - Bagonawa - Baliwagan - Batuan - Guintorilan - Nayon | - Poblacion - Sibucao - Tabao Baybay - Tabao Rizal - Tibsoc |

## Demografie
San Enrique had bij de census van 2007 een inwoneraantal van 22.987 mensen. Dit zijn 896 mensen (4,1%) meer dan bij de vorige census van 2000. De gemiddelde jaarlijkse groei komt daarmee uit op 0,55%, hetgeen lager is dan het landelijk jaarlijks gemiddelde over deze periode (2,04%). Vergeleken met de census van 1995 is het aantal mensen met 2.338 (11,3%) toegenomen.